# متلازمة إصبع القدم الأزرق
متلازمة إصبع القدم الأزرق (بالإنجليزية: Blue toe syndrome)‏ هي حالةٌ طبيةٌ قد تعكسُ حدوث انسداد وعائي خثاري عصيدي، مما يُسبب نقصًا بؤريًا عابرًا في التروية، وأحيانًا مع فقدانٍ طفيفٍ في الأنسجة الظاهرة، ولكن بدون نقص التروية المُنشر في القدم الأمامية. قد تصطبغ أصابع القدم باللون الأزرق في حالاتٍ أُخرى، وتتضمن: الصدمات، والإصابات الناجمة عن البرد، والاضطرابات التي تسبب زُرقة عامة في الجسد، وانخفاض التدفق الشرياني، وضعف التدفق الوريدي، وانتشار الدم غير الطبيعي. تُستعمل بعض المُصطلحات الأخرى مثل متلازمة إصبع القدم الرمادي ومتلازمة إصبع القدم الأرجواني.
قد تُجرى بعض الدراسات التصويرية، وتشمل تخطيط صدى القلب والتصوير المقطعي المحوسب للصدر والبطن والتصوير بالرنين المغناطيسي، كما قد تُجرى دراسات التصوير الشرياني المُحيطي، وعوامل فرط تخثر الدم، مع دراسة المتلازمات التي تؤدي إلى أمراض الأوعية الدموية الطرفية.

## روابط خارجية
- هناك صُورٌ متاحة عبر هذا الرابط. 'متلازمة إصبع القدم الأزرق'
- Nijhof IS، Majoie IM، Dijkhorst-Oei LT، Bousema MT (2007). "[Blue toe syndrome; a sign of end-arterial occlusion]". Ned Tijdschr Geneeskd. ج. 151 ع. 23: 1261–7. PMID:17624153.